# Golden Boy (dal)
A Golden Boy című dal a német Sin With Sebastian második kimásolt kislemeze a Golden Boy című albumról.

## Tartalom
A dal egy bizonyos nézőpontot tárgyal az életről, a bulizásról, a szórakozásról, hogy ez a jó és a legjobb ami valaha az életben is volt.

## Megjelenések
CD Maxi  Európa Sing Sing – 74321 31855 2
1. Golden Boy (Airplay Mix) 3:50 Mixed By – Andreas Herbig, Vocals – Carmelina Wright, Steve
2. Golden Boy (Erection Mix) 6:24 Mixed By – Andreas Herbig, Vocals – Carmelina Wright, Steve
3. Golden Boy (Long-Hard Mix) 5:04 Remix – TTP
4. Golden Boy (Golden Balls Mix) 5:19 Remix – Ken Nabis, Vocals – Carmelina Wright, Steve

12"  US Logic Records – LGDJ-59048-1
- A1	Golden Boy (Sound Factory Full On Remix) 8:22 Remix – Sound Factory
- A2	Golden Boy (Long Hard Remix) 5:03 Remix – TTP
- B1	Golden Boy (Sound Factory Golden Dub) 6:02 Remix – Sound Factory
- B2	Shut Up (And Sleep With Me) 8:25 (SoundFactory Remix) Remix – SoundFactory

## Slágerlista
| Slágerlista (1995-96)          | Legjobb helyezés |
| ------------------------------ | ---------------- |
| Belgium (Ultratop 50 Flanders) | 45               |
| Finnország (Singlet Top 20)    | 4                |